# الحليفة السفلى
الحليفة السفلى قرية تتبع ادارياً محافظة الحائط ، تقع جنوب منطقه حائل وتبعد عنها 200 كم، وتبعد عن المدينة المنورة 200 كم سبب تسميتها بالحليفة نسبه لشجر الحلفاء المنتشر في أوديتها ويبلغ عدد سكانه حوالي 10 الآف نسمة.